# Gran Premi de Sarajevo
La Gran Premi de Sarajevo és una competició ciclista d'un dia, que es disputa als voltants de Sarajevo. La cursa es creà el 2014 per commemorar el centenari del la Primera Guerra Mundial. Forma part del calendari de l'UCI Europa Tour.

## Palmarès
| Any  | Vencedor         | Segon                  | Tercer            |
| ---- | ---------------- | ---------------------- | ----------------- |
| 2014 | Matej Marin      | Christian Delle Stelle | Andrea Vaccher    |
| 2015 | Gašper Katrašnik | Sergey Belykh          | Stefan Stefanovic |